# Alison Reef
Alison Reef, (kinesiska:Liumen Jiao), är en ö bland Spratlyöarna i Sydkinesiska havet. Kina betraktar den som sitt territorium, något som inte erkänns av grannländer som Vietnam och Taiwan.